# Дороднова Оксана Анатоліївна
Дороднова Оксана Анатоліївна (14 квітня 1974) — російська академічна веслувальниця.
Бронзова призерка Олімпійських Ігор 2000 року в складі парної четвірки, учасниця 1996, 2004, 2008 років.